# Daniel Paille
Cet article concerne le joueur de hockey sur glace. Pour le politicien, voir Daniel Paillé.
Daniel Paille (né le 15 avril 1984 à Welland ville de l'Ontario au Canada) est un joueur professionnel canadien de hockey sur glace. Il évolue au poste d'ailier gauche.

## Biographie

### Carrière junior
Il commence sa carrière en jouant dans la ligue de l'Ontario B avec l'équipe de sa ville natale en 1999, puis l'année suivante, il rejoint le Storm de Guelph de la Ligue de hockey de l'Ontario. Il y joue deux saisons.

### Carrière professionnelle
Paille est choisie par les Sabres de Buffalo, lors du repêchage d'entrée de 2002. Il est choisi en première ronde, le vingtième du repêchage derrière Rick Nash. Il participe avec l'équipe LHO au Défi ADT Canada-Russie en 2003.
Il ne rejoint pas pour autant les Sabres et joue encore deux saisons avant de signer son premier contrat professionnel et joue deux éditions de la Coupe Memorial sans pour autant remporter le titre ultime de la Ligue canadienne de hockey. Il joue en 2004-2005, sa première saison professionnelle dans la Ligue américaine de hockey avec les Americans de Rochester, équipe affiliée aux Sabres. Il joue une quinzaine de matchs dans la LNH avec les Sabres lors de la saison suivante et ne devient membre à part entière de l'équipe qu'en 2007-2008.
Pour le 1er janvier 2008, son équipe est opposée aux Penguins de Pittsburgh pour le match en extérieur baptisé Classique hivernale de la LNH 2008. Le match a lieu sur le terrain des Bills, franchise de football américain de la National Football League le Ralph Wilson Stadium. Son équipe va s'incliner 2 buts à 1 à la suite des tirs de fusillade et Paille inscrit tout de même un point sur l'égalisation de son équipe par Brian Campbell. 
Les Bruins de Boston l'acquirent le 20 octobre 2009 en échange d'un choix de troisième ronde en 2010, lui qui avait passé les quatre dernières saisons avec les Sabres de Buffalo, accumulant 35 buts, 42 passes pour un total de 77 points en 195 parties.

### Carrière internationale
Il joue pour l'équipe nationale du Canada dès les championnats du monde moins de 17 ans en 2000. Au cours du championnat du monde 2002 puis de 2004, il remporte à deux reprises la médaille d'argent avec l'équipe junior.

## Statistiques

### Statistiques en club
| Saison     | Équipe                 | Ligue      |     | Saison régulière | Saison régulière | Saison régulière | Saison régulière | Saison régulière |   | Séries éliminatoires | Séries éliminatoires | Séries éliminatoires | Séries éliminatoires | Séries éliminatoires |
| Saison     | Équipe                 | Ligue      | PJ  | B                | A                | Pts              | Pun              | PJ               | B | A                    | Pts                  | Pun                  |                      |                      |
| 2000-2001  | Storm de Guelph        | LHO        | 64  | 22               | 31               | 53               | 57               | 4                | 2 | 0                    | 2                    | 2                    |                      |                      |
| 2001-2002  | Storm de Guelph        | LHO        | 62  | 27               | 30               | 57               | 54               | 9                | 5 | 2                    | 7                    | 9                    |                      |                      |
| 2002-2003  | Storm de Guelph        | LHO        | 54  | 30               | 27               | 57               | 28               | 11               | 8 | 6                    | 14                   | 6                    |                      |                      |
| 2003-2004  | Storm de Guelph        | LHO        | 59  | 37               | 43               | 80               | 63               | 22               | 9 | 9                    | 18                   | 14                   |                      |                      |
| 2004-2005  | Americans de Rochester | LAH        | 79  | 14               | 15               | 29               | 54               | 9                | 2 | 2                    | 4                    | 6                    |                      |                      |
| 2005-2006  | Americans de Rochester | LAH        | 45  | 14               | 13               | 27               | 29               | -                | - | -                    | -                    | -                    |                      |                      |
| 2005-2006  | Sabres de Buffalo      | LNH        | 14  | 1                | 2                | 3                | 2                | -                | - | -                    | -                    | -                    |                      |                      |
| 2006-2007  | Americans de Rochester | LAH        | 29  | 7                | 14               | 21               | 12               | -                | - | -                    | -                    | -                    |                      |                      |
| 2006-2007  | Sabres de Buffalo      | LNH        | 29  | 3                | 8                | 11               | 18               | 1                | 0 | 0                    | 0                    | 0                    |                      |                      |
| 2007-2008  | Sabres de Buffalo      | LNH        | 77  | 19               | 16               | 35               | 14               | -                | - | -                    | -                    | -                    |                      |                      |
| 2008-2009  | Sabres de Buffalo      | LNH        | 73  | 12               | 15               | 27               | 20               | -                | - | -                    | -                    | -                    |                      |                      |
| 2009-2010  | Sabres de Buffalo      | LNH        | 2   | 0                | 1                | 1                | 0                | -                | - | -                    | -                    | -                    |                      |                      |
| 2009-2010  | Bruins de Boston       | LNH        | 74  | 10               | 9                | 19               | 12               | 13               | 0 | 2                    | 2                    | 2                    |                      |                      |
| 2010-2011  | Bruins de Boston       | LNH        | 43  | 6                | 7                | 13               | 28               | 25               | 3 | 3                    | 6                    | 4                    |                      |                      |
| 2011-2012  | Bruins de Boston       | LNH        | 69  | 9                | 6                | 15               | 15               | 7                | 1 | 0                    | 1                    | 2                    |                      |                      |
| 2012-2013  | Ilves Tampere          | SM-liiga   | 9   | 2                | 4                | 6                | 6                | -                | - | -                    | -                    | -                    |                      |                      |
| 2012-2013  | Bruins de Boston       | LNH        | 46  | 10               | 7                | 17               | 8                | 22               | 4 | 5                    | 9                    | 0                    |                      |                      |
| 2013-2014  | Bruins de Boston       | LNH        | 72  | 9                | 9                | 18               | 6                | 7                | 1 | 0                    | 1                    | 2                    |                      |                      |
| 2014-2015  | Bruins de Boston       | LNH        | 71  | 6                | 7                | 13               | 12               | -                | - | -                    | -                    | -                    |                      |                      |
| 2015-2016  | IceHogs de Rockford    | LAH        | 31  | 1                | 3                | 4                | 2                | -                | - | -                    | -                    | -                    |                      |                      |
| 2015-2016  | Rangers de New York    | LNH        | 12  | 0                | 0                | 0                | 0                | -                | - | -                    | -                    | -                    |                      |                      |
| 2015-2016  | Wolf Pack de Hartford  | LAH        | 23  | 5                | 6                | 11               | 6                | -                | - | -                    | -                    | -                    |                      |                      |
| 2016-2017  | Brynäs IF              | SHL        | 45  | 12               | 13               | 25               | 22               | 20               | 5 | 5                    | 10                   | 0                    |                      |                      |
| 2017-2018  | Brynäs IF              | SHL        | 14  | 1                | 4                | 5                | 12               | -                | - | -                    | -                    | -                    |                      |                      |
| Totaux LNH | Totaux LNH             | Totaux LNH | 582 | 85               | 87               | 172              | 135              | 75               | 9 | 10                   | 19                   | 10                   |                      |                      |

### Statistiques en équipe nationale
| Année | Équipe            | Compétition                 |   | PJ | B | A | Pts | Pun               |  | Résultat |
| 2001  | Canada Atlantique | Défi mondial -17 ans        | 4 | 1  | 3 | 4 |     |                   |  |          |
| 2003  | Canada            | Championnat du monde junior | 6 | 0  | 0 | 0 | 2   | Médaille d'argent |  |          |
| 2004  | Canada            | Championnat du monde junior | 6 | 4  | 0 | 4 | 2   | Médaille d'argent |  |          |